# Neuropatia diabetica
La neuropatia diabetica è una complicanza frequente del diabete che può interessare sia il sistema nervoso periferico, sia il sistema nervoso autonomo.
Nel caso di neuropatia periferica, generalmente si tratta di una polineuropatia polidistrettuale, di solito simmetrica, distale e più frequentemente interessa gli arti inferiori, più raramente è prossimale. La neuropatia autonomica invece presenta sintomi del tutto diversi.

## Presentazione clinica

### Sintomi della neuropatia periferica
- dolore, che può essere molto intenso e compromettere la qualità della vita del paziente
- disturbi della sensibilità (parestesie) soprattutto dolorifica

### Sintomi della neuropatia autonomica
- alterazioni cardiovascolari
  - ipotensione ortostatica, quindi un calo pressorio passando dal clinostatismo all'ortostatismo
  - tachicardia a riposo
  - allungamento del tratto QT all'ECG che predispone all'insorgenza di aritmie o alla morte improvvisa
- alterazioni gastrintestinali
  - ritardato svuotamento dello stomaco
  - gastroparesi
- alterazioni urologiche
  - disfunzioni vescicali
  - vescica neurogena

## Eziopatogenesi
I nervi non hanno bisogno di insulina per poter utilizzare il glucosio e lo assorbono in funzione del gradiente di concentrazione. Attraverso la via del sorbitolo, il glucosio viene trasformato in fruttosio e sorbitolo. Quest'ultimo risulta essere dannoso per la mielina dei nervi; si realizza così la neuropatia.

## Diagnosi
Per diagnosticare una neuropatia occorre rilevare i sintomi, e per questo esistono dei questionari con delle domande che permettono una diagnosi a punteggio, e che costituiscono un sistema semplice e standardizzato per capire se un paziente ha una soglia di rischio di neuropatia.
In ogni caso occorre fare un esame neurologico che valuti la sensibilità, i riflessi, e va fatto al momento della diagnosi, soprattutto se si tratta di un paziente con diabete tipo 2 (i diabetici di tipo 2 sono pazienti che molto probabilmente, a differenza di quelli di tipo 1, presentano al momento della diagnosi una o più complicanze), e poi annualmente valutare l'eventuale insorgenza o evoluzione di tale complicanza.
Gli esami di approfondimento che studiano la velocità di conduzione nervosa sensitivo-motoria, hanno utilità limitata ad una piccola percentuale dei casi, mentre nella maggioranza dei casi la presenza di neuropatia diabetica si documenta in base ai sintomi clinici e all'uso di metodi diagnostici più semplici, come lo studio di riflessi e sensibilità termica o dolorifica, lo studio dell'ipotensione ortostatica, oppure l'analisi delle variazioni della frequenza cardiaca mediante un elettrocardiogramma.